# Les Liaisons du péché
Les liaisons du péché (Perdona nuestros pecados) est une telenovela mexicaine produite par Televisa et diffusée entre le 30 janvier 2023 et le 2 juin 2023 sur Las Estrellas,.
En France, elle est diffusée entre le 12 août 2024 et le 13 décembre 2024 sur Novelas TV.

## Synopsis
Elsa Quiroga (Oka Giner) vient d’une famille riche et puissante de San Juan et est amoureuse d’Andrés Martínez (Emmanuel Palomares), le fils de la domestique travaillant pour sa famille. Lorsque le père d’Elsa, Armando (Jorge Salinas), grand séducteur, découvre leur relation, il jure de ne reculer devant rien pour les séparer…
Leur amour sera ainsi mis à rude épreuve avec la perte supposée de leur fille, la condamnation injuste d’Andrés, et le mariage forcé d’Elsa avec Horacio Morales. Lorsqu’ils découvrent que leur fille est en vie et en danger, ils se lancent dans une quête pour la retrouver. Ils découvriront des secrets encore plus sombres qui pourraient bouleverser leur destin à jamais…

## Fiche technique
- Titre original : Perdona nuestros pecados
- Titre français : Les liaisons du péché
- Création : Lucero Suárez et Jimena Merodio d'après Perdona nuestros pecados
- Réalisation : Santiago Barbosa et Jorge Robles
- Scénario : Carmen Eugenia Sepúlveda Gutiérrez et Luis Alberto Reynoso Gutiérrez
  - Développement : Vicenç Moral Aranda, Rafael Hernández et Virginia Camet
- Musique : Israel Jurado et Christian Moreno
- Production : Ángel Villaverde
  - Production exécutive : Lucero Suárez
- Société de production : Televisa
- Société de distribution : Televisa Internacional

- Pays :  Mexique
- Langue : espagnol
- Format : Couleur - HDTV 1080i - 16/9 - Son stéréophonique
- Genre : telenovela
- Durée : 60 minutes
- Dates de première diffusion :
  - Mexique : 30 janvier 2023 sur Las Estrellas
  - France : 12 août 2024 sur Novelas TV

## Distribution
- Oka Giner : Elsa Quiroga Cáceres
- Emmanuel Palomares : Andrés Martínez
- Jorge Salinas : Armando Quiroga
- Erika Buenfil : Estela Cáceres de Quiroga
- César Évora : Don Héctor Morales
- Sabine Moussier : Ángela Bulnes
- Marisol del Olmo : Doña Silvia Martínez
- Osvaldo de León : Dr. Gerardo Montero
- Ricardo Fastlicht : Don Lamberto Montero
- Óscar Bonfiglio : Padre Reynaldo
- Montserrat Marañón : Flor
- Rocío de Santiago : Antonia Martínez
- Giuseppe Gamba : Horacio Morales
- Fernanda Urdapilleta : Aurora Montero
- Karla Farfán : Mercedes Morales
- Daniela Cordero : Elena Cáceres Quiroga
- Gina Pedret : Guillermina Ledesma
- Carlo Guerra :  Carlos Morales
- Sofía Mariel Espejel : Sofía Cáceres Quiroga
- Patricio de la Garza : Martín Cáceres Quiroga
- Fausto Emiliano Espejel : Domingo Cáceres Quiroga
- Hugo Aceves : Oliver
- Ricardo Kleinbaum : Dr. Daniel Leónidas
- Giovanna Duffour : Ingrid
- Adrián Laut : Renzo
- Magda Karina : Clemencia
- Olivia Collins : Irene Cáceres
- Luz Edith Rojas : Nora
- Enoc Leaño : Commasario Fuentes
- Edgar Vivar : Don Rosendo Torres

## Production

### Développement
En mai 2022, la série a été annoncée pour la saison télévisée 2022-2023.
Le 26 août 2022, Emmanuel Palomares, Oka Giner, Jorge Salinas et Erika Buenfil ont été confirmés comme les acteurs principaux de la série.
Le tournage a commencé le 12 octobre 2022,.
Le premier teaser de la série a été diffusé le 2 janvier 2023.

## Version française
La version française est assurée par Hiventy North Africa au Maroc.

## Diffusion
- Las Estrellas (2023)
- Novelas TV (2024)

## Autres versions
- Perdona nuestros pecados (2017-2018)